# Zoé de Gamond
Zoé de Gamond, född 1806, död 1854, var en belgisk författare och feminist. 
Hon var känd för sin socialistiska aktivism. 